# Zanna madagascariensis
Zanna madagascariensis är en insektsart som beskrevs av Victor Antoine Signoret 1860. Zanna madagascariensis ingår i släktet Zanna och familjen lyktstritar.
Artens utbredningsområde är Madagaskar. Inga underarter finns listade i Catalogue of Life.